# Scinax cabralensis
Scinax cabralensis är en groddjursart som beskrevs av Drummond, Baêta och Pires 2007. Scinax cabralensis ingår i släktet Scinax och familjen lövgrodor. IUCN kategoriserar arten globalt som otillräckligt studerad. Inga underarter finns listade i Catalogue of Life.